# Sarpsborg
Sarpsborg je grad i središte istoimene općine i okruga Østfold u Norveškoj. 

## Zemljopis
Grad se nalazi u istočnoj Norveškoj u regiji Østlandet (Istočna Norveška) u blizini granice sa Švedskom. 

## Stanovništvo
Prema podacima o broju stanovnika iz 2006. godine u općini živi 52.159 stanovnika.

## Gradovi prijatelji
- SAD - Grand Forks
- Danska - Struer
- Švedska - Södertälje
- Finska - Forssa
- Palestina - Betlehem
- Ujedinjeno Kraljevstvo - Berwick-upon-Tweed

## Vanjske poveznice
- Službene stranice općine

### Ostali projekti
|  | Zajednički poslužitelj ima još gradiva o temi Sarpsborg |